# Bundesamt für Verfassungsschutz und Terrorismusbekämpfung
Das Bundesamt für Verfassungsschutz und Terrorismusbekämpfung (BVT) war eine österreichische Sicherheitsbehörde mit nachrichtendienstlichem Charakter. Hauptaufgabengebiet des BVT war der Schutz von verfassungsmäßigen Einrichtungen der Republik Österreich sowie die Sicherstellung von deren Handlungsfähigkeit.
Die Behörde wurde 2002 aus der Staatspolizei sowie einigen Sondereinheiten (EDOK und EBT – Einsatzgruppe zur Bekämpfung des Terrorismus), die wie das ehemalige Bundesamt direkt der Generaldirektion für die öffentliche Sicherheit beim Bundesministerium für Inneres unterstanden, gegründet.
Das BVT erstellte jährlich den Verfassungsschutzbericht. Mit 1. Dezember 2021 wurde die Behörde aufgelöst und in die neu geschaffene Direktion Staatsschutz und Nachrichtendienst überführt.

## Organisation
Gesetzliche Grundlage für das Bundesamt waren das „Bundesgesetz über die Organisation der Sicherheitsverwaltung und die Ausübung der Sicherheitspolizei“ (Sicherheitspolizeigesetz) und das „Bundesgesetz über die Organisation, Aufgaben und Befugnisse des polizeilichen Staatsschutzes“ (Polizeiliches Staatsschutzgesetz). Das Bundesamt für Verfassungsschutz und Terrorismusbekämpfung war Teil der Generaldirektion für die öffentliche Sicherheit im Bundesministerium für Inneres. Neben dem BVT bestanden neun Landesämter für Verfassungsschutz und Terrorismusbekämpfung (LVT) in den Bundesländern, die jeweils Teil der Landespolizeidirektion sind. Auch weiterhin bestehen eigene Organisationen für Staatsschutz bei den Landespolizeidirektionen.

## Geschichte
Gegründet wurde das Bundesamt im Jahr 2002 durch die Zusammenlegung verschiedenster Sondereinheiten des Innenministeriums sowie vorrangig der ehemaligen Staatspolizei. Dies erfolgte als Reaktion auf die zunehmende Gefährdung der öffentlichen Sicherheit durch den internationalen Terrorismus. Im Angesicht der Ereignisse nach und rund um die Terroranschläge am 11. September 2001 gab Innenminister Ernst Strasser den Auftrag zur Neustrukturierung der österreichischen Terrorabwehr.

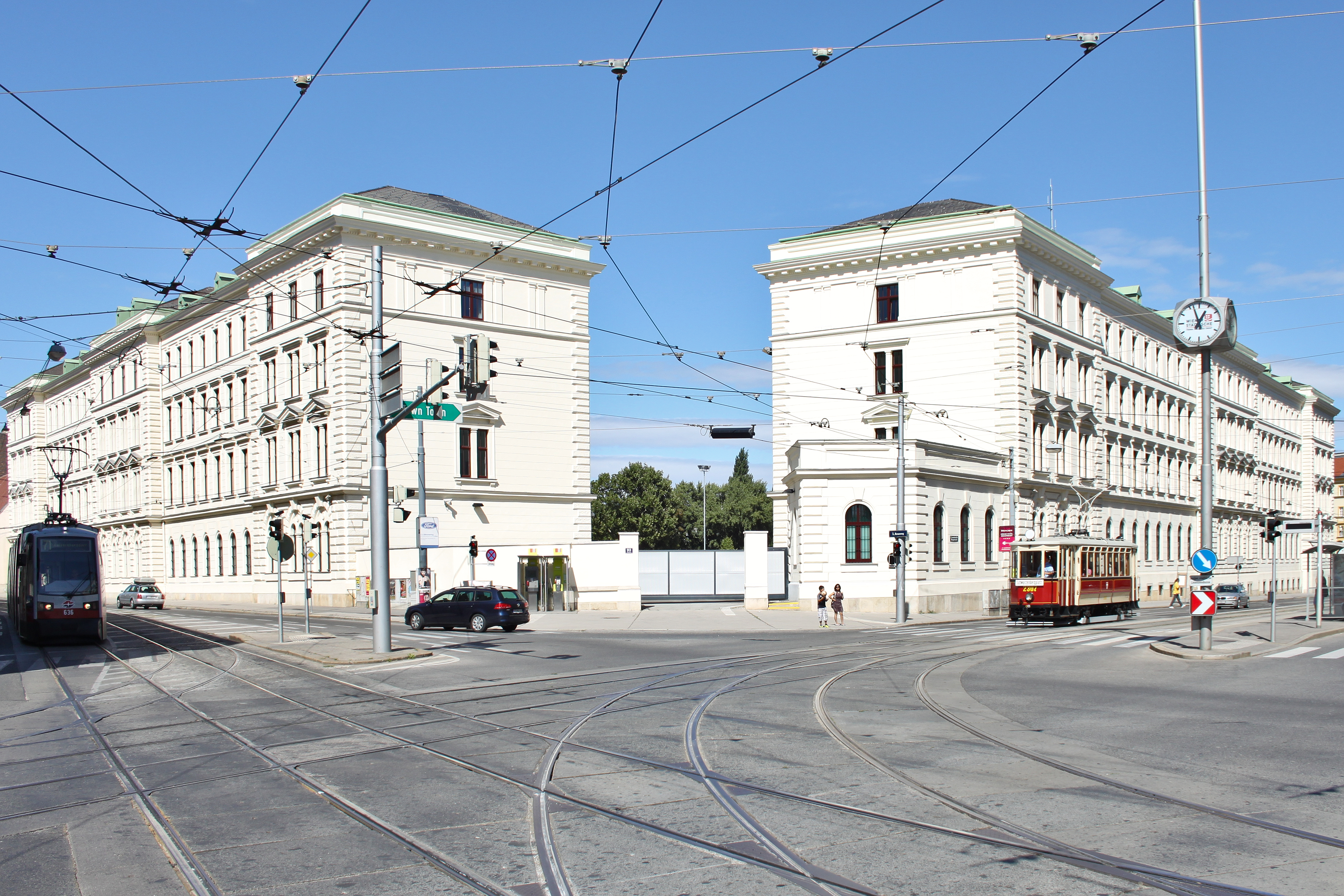
Rennwegkaserne

Zum Direktor der Behörde wurde zunächst Gert-René Polli, ein Offizier des Heeres-Nachrichtenamtes, ernannt. Nachfolger Pollis wurde nach dessen Rücktritt im Oktober 2007 Peter Gridling, der zuvor bereits die EBT leitete und bei der Europol zuständig für Analysen im Terrorbereich gewesen war. Im September 2011 übersiedelte das BVT von seiner Dienststelle im Gebäude des Innenministeriums in der Herrengasse an seinen neuen Standort in der Rennwegkaserne. Im Mai 2020 wurde Johannes Freiseisen zum interimistischen geschäftsführenden Direktor des BVT bestellt, Peter Gridling soll im Herbst 2020 in Pension gehen.

## ÖVP/FPÖ-Bundesregierung

### BVT-Affäre
Am 28. Februar 2018 zu Zeiten der ÖVP/FPÖ-Bundesregierung wurden die Räumlichkeiten des BVT und verschiedene Privatwohnungen von Mitarbeitern durch Beamte der Einsatzgruppe zur Bekämpfung der Straßenkriminalität (EGS) durchsucht. Grund für die Hausdurchsuchungen war ein Ermittlungsverfahren der Wirtschafts- und Korruptionsstaatsanwaltschaft (WKStA) wegen mutmaßlichen Amtsmissbrauchs. Die oppositionelle SPÖ kündigte aufgrund dieser Durchsuchungen am 9. März eine Sondersitzung des Nationalrats an; es bestehe der Verdacht der parteipolitisch motivierten Kompetenzüberschreitung. Am 16. April 2018 verkündeten Vertreter der drei im Nationalrat vertretenen Oppositionsparteien (Kai Jan Krainer/SPÖ, Stephanie Krisper/NEOS, Alma Zadić/Liste Pilz), einen gemeinsamen Antrag für einen parlamentarischen Untersuchungsausschuss zum Thema BVT einzubringen. Dieser Antrag wurde am 18. April 2018 eingebracht.

### Geheimdienstberater Klaus-Dieter Fritsche
Ab März 2019 arbeitete der pensionierte ehemalige langjährige Vizepräsident des Bundesamtes für Verfassungsschutz und ehemalige Beauftragte für die Nachrichtendienste des Bundes der Bundesrepublik Deutschland Klaus-Dieter Fritsche für die ÖVP/FPÖ-Bundesregierung, als Berater des FPÖ-Innenministers Herbert Kickl, hinsichtlich der Umgestaltung des Bundesamtes für Verfassungsschutz und Terrorismusbekämpfung. Ob er seine Tätigkeit in Österreich auch nach dem Sturz der blauschwarzen Regierung infolge der Ibiza-Affäre weiterführte, war zunächst offen. Am 29. Januar 2020 titelte das RedaktionsNetzwerk Deutschland  Ex-Staatssekretär arbeitet nicht mehr für Innenministerium in Wien.

### Fürsorge um einen syrischen General, dem Folter vorgeworfen wird
Mit Hilfe des BVT konnte sich im Juni 2015 der ehemalige Nachrichtendienstoffizier Khaled Al-Halabi im Range eines Generals aus Syrien, dem 19 Personen Folter vorwerfen, in Österreich als Flüchtling registrieren. Das BVT gab ihm eine geräumige Unterkunft und überwies dem Ex-General regelmäßig Geld. Dafür bekam das BVT vom israelischen Auslandsgeheimdienst (Mossad) monatlich 5000 Euro. Laut dem Mossad verfügt der syrische Ex-Brigadegeneral, der angeblich für die Abwehr ausländischer Spione zuständig war, über bedeutende Kenntnisse des syrischen Sicherheitsapparats. Im Mai 2016 nahm die Staatsanwaltschaft Wien Ermittlungen gegen den Ex-General auf. Im Jahr 2018 schrieb Frankreich den Ex-General europaweit zur verdeckten Fahndung aus und erklärte, der ehemalige Nachrichtendienstoffizier und die ihm unterstellten Beamten wären für Folter mit Elektroschocks und andere Misshandlungen verantwortlich. Die Wirtschafts- und Korruptionsstaatsanwaltschaft leitete wegen des Falls gegen mehrere Mitarbeiter des BVT ein Verfahren wegen Amtsmissbrauch ein. Die Verfassungsschützer, so der Vorwurf, hätten den mutmaßlichen Foltergeneral illegal ins Land geschleust und seinen Aufenthalt vor der Justiz verheimlicht. Im Oktober 2018 beendeten das BVT diese geheime Kooperation mit dem Mossad. Laut Recherchen von SPIEGEL und Der Standard lebt der Ex-General Stand September 2021 weiterhin in Wien. Die Österreichischen Behörden hatten ihm bis dahin seinen Asylstatus entzogen. Dessen Anwalt legte dagegen Berufung ein.

## ÖVP/Grüne-Regierung

### Attentat in der Wiener Innenstadt
Am 2. November 2020 zu Zeiten der Regierung von ÖVP und Grünen erschoss ein 20-jähriger IS-Sympathisant in Wien wahllos vier Menschen und verletzte 23 weitere teils schwer, bevor er selbst von einem Polizisten erschossen wurde. Danach wurde bekannt, dass ein Viertel der Planstellen in der Anti-Terrorabteilung des BVT unbesetzt ist.

### Umgestaltung zu einer neuen Behörde
Aufgrund des Terroranschlags von Wien und der vorangegangenen BVT-Affäre wurde von der Bundesregierung Kurz II eine Umgestaltung des BVT zu einer neuen Behörde geplant. Im Juni 2021 wurde die entsprechende Regierungsvorlage zur weitgehenden Umgestaltung der Verfassungsschutz- und Inlandsnachrichtendienst-Agenden im Ministerrat beschlossen. Das neue Bundesgesetz wurde im Juli 2021 im Nationalrat verabschiedet, ihre Arbeit nahm die Nachfolgebehörde Direktion für Staatsschutz und Nachrichtendienst mit dem 1. Dezember 2021 auf.

## Sonstiges
Zur Kontrolle des BVT setzte der österreichische Nationalrat einen Unterausschuss für innere Angelegenheiten ein.